# Brachinus viridipennis
Brachinus viridipennis är en skalbaggsart som beskrevs av Pierre François Marie Auguste Dejean. Brachinus viridipennis ingår i släktet Brachinus och familjen jordlöpare. Inga underarter finns listade i Catalogue of Life.